# Bulbophyllum filiforme
Bulbophyllum filiforme е вид растение от семейство Орхидеи (Orchidaceae). Видът е критично застрашен от изчезване.

## Разпространение
Разпространен е в Камерун и Нигерия.